# 함평 향교리 느티나무·팽나무·개서어나무 숲
함평 향교리 느티나무·팽나무·개서어나무 숲은 대한민국 전라남도 함평군 대동면 향교리에 있는, 느티나무·팽나무·개서어나무가 주종을 이루는 숲이다. 대한민국의 천연기념물 제108호로 지정되어 있다. 원래 명칭이 ‘함평 대동면의 팽나무, 느티나무, 개서어나무의 줄나무’였다가 2008년 4월 변경되었다.
팽나무 10그루, 개서어나무 52그루, 느티나무 15그루와 푸조나무·곰솔·회화나무 각 1그루가 향교초등학교 옆에 있는 옛 도로의 양쪽에 줄줄이 심겨 있다.